# Munkáspárt (Wales)
A Walesi Munkáspárt gyakorlatilag az Egyesült Királyság Munkáspártjának része, formálisan azonban mégis önálló entitás, hiszen Walesben működik. Politikája többnyire követi az Egyesült Királyság Munkáspártjának politikáját, bár Rhodri Morgan vezetése alatt többször is különböző politikát képviseltek, ilyen volt például a városi kórházak kérdése Walesben.
A Walesi Munkáspárt egészen 1947-ig nem létezett különálló pártként, hanem gyakorlatilag a Munkáspárt Walesben működő szárnya volt. A sorozatos választási vereségeket, és a gyenge walesi jelenlétet követve próbáltak javítani a párt erején. Az 1999-es walesi nemzetgyűlési választásokon a Munkáspárt nem szerzett többséget, így koalícióra lépett a Walesi Liberális Demokratákkal. 1999-ben Wales miniszterelnöke Alun Michael lett. 2003-ban ismét kormányra kerültek, most már többséggel, és Rhodri Morgan vezetésével. A 2007-es választások eredménye kisebbségi kormányzásba kényszerítette volna Morgant és a pártját, ezért koalícióra léptek a Plaid Cymru, szintén egy szociáldemokrata, de walesi nacionalista párttal. Ez a koalíció 2011-ben bomlott fel, amikor a Munkáspárt megszerezte a többséghez szükséges 30 mandátumot, így koalíciós partner nélkül, egyedül képesek voltak kormányozni. 2016-ban Carwyn Jones vezetésével a párt csak 29 mandátumot szerzett, így Jones úgy döntött, hogy szövetségre lép a Walesi Liberális Demokratákkal, akikkel kiegészülve (29+1) megszerezték a többséget. Jones 2018-ban lemondott, így Mark Drakeford vette át a párt vezetését. 2021-ben egy sikeres kampány után sikerült 30 mandátumot szereznie a pártnak a Senedd-ben.

## Választási eredményei
Senedd Cymru
| Év   | Szavazatok aránya (választókörzet) | Szavazatok aránya (régió) | Elnyert mandátum (választókörzet) | Elnyert mandátum (régió) | +/- |
| ---- | ---------------------------------- | ------------------------- | --------------------------------- | ------------------------ | --- |
| 1999 | 37,6% (384,681)                    | 35,5% (361,675)           | 27 / 40                           | 1 / 20                   |     |
| 2003 | 40,0% (340,515)                    | 36,6% (310,658)           | 30 / 40                           | 0 / 20                   | 2   |
| 2007 | 32,2% (314,925)                    | 29.6% (288,954)           | 24 / 40                           | 2 / 20                   | 4   |
| 2011 | 42,3% (401,677)                    | 36,9% (349,935)           | 28 / 40                           | 2 / 20                   | 4   |
| 2016 | 34,7% (353,866)                    | 31,5% (319,196)           | 27 / 40                           | 2 / 20                   | 1   |
| 2021 | 39,9% (443,047)                    | 36,2% (401,770)           | 27 / 40                           | 3 / 20                   | 1   |

### Európa Parlamenti választások
| Év   | Wales | Wales      | +/–     |
| Év   | %     | Mandátumok | +/–     |
| ---- | ----- | ---------- | ------- |
| 1979 | 41.5  | 3 / 4      |         |
| 1984 | 44.5  | 3 / 4      | Állandó |
| 1989 | 48.9  | 4 / 4      | 1       |
| 1994 | 55.9  | 5 / 5      | 1       |
| 1999 | 31.8  | 2 / 4      | 3       |
| 2004 | 32.5  | 2 / 4      | Állandó |
| 2009 | 20.3  | 1 / 4      | 1       |
| 2014 | 28.1  | 1 / 4      | Állandó |
| 2019 | 15.3  | 1 / 4      | Állandó |